# Johannes Kuhlo

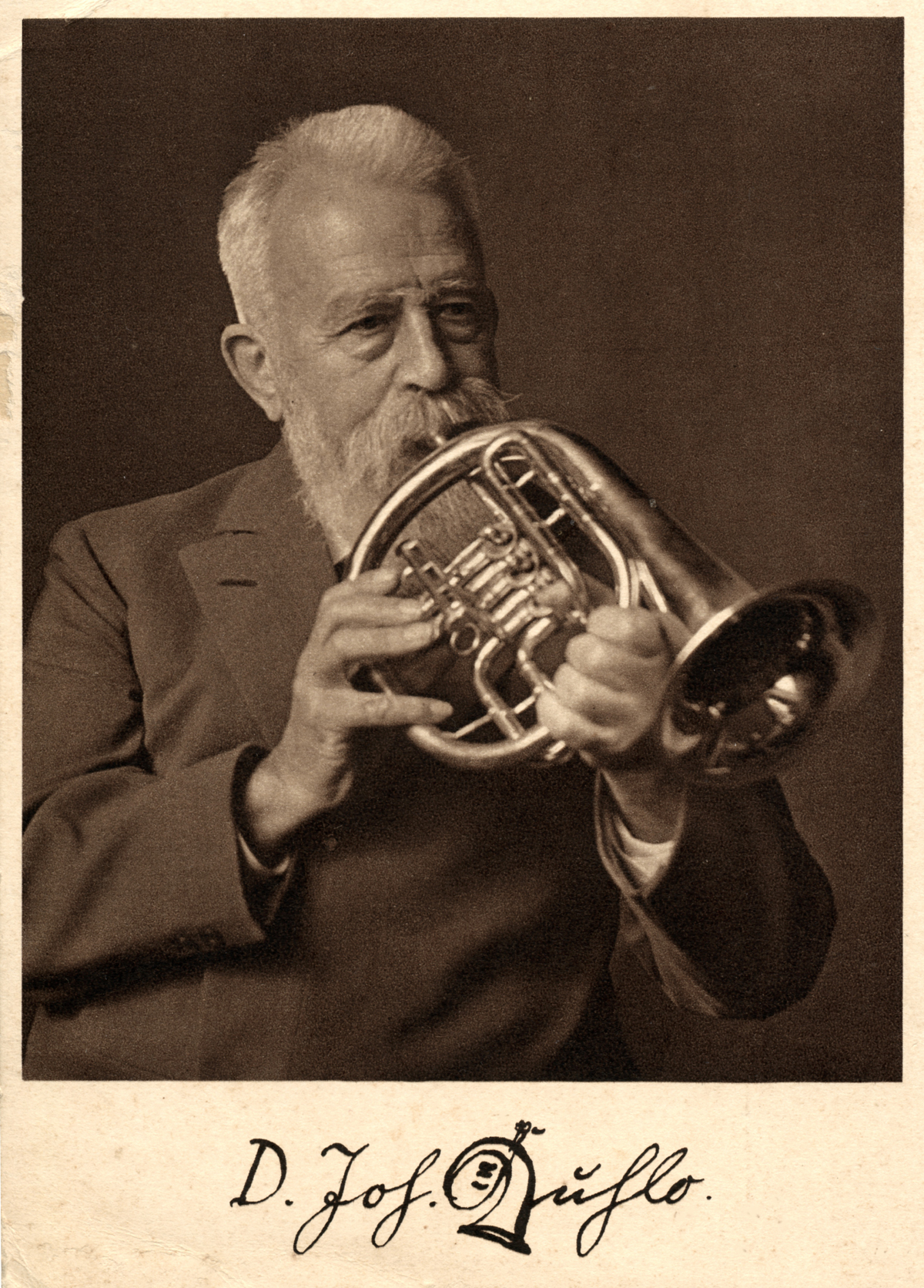
Johannes Kuhlo 1936

Widmung (euphonisch) und Unterschrift von Johannes Kuhlo

Kuhlo als Leipziger Wingolfit, 1877

Karl Friedrich Johannes Kuhlo (* 8. Oktober 1856 in Gohfeld, heute Löhne; † 16. Mai 1941 in Gadderbaum, heute Bielefeld) gilt, zusammen mit seinem Vater Eduard Kuhlo, als Gründer der evangelischen Posaunenchorbewegung in Deutschland. Von Anfang der 1930er bis zu seinem Tod war er Anhänger und Unterstützer Adolf Hitlers und des Nationalsozialismus.

## Leben

### Elternhaus und Jugend
Johannes Kuhlo kam als Sohn des evangelischen Pastors Eduard Kuhlo (1822–1891) zur Welt, der der neupietistischen Erweckungsbewegung angehörte und sogenannte Jünglings- und Jungfrauenvereine gründete, um junge Menschen von Alkohol und Unsittlichkeit fernzuhalten und sie stattdessen religiös zu unterrichten. Auf der Arbeit seines streng bibeltreuen Vaters konnte Johannes Kuhlo später aufbauen.
Johannes Kuhlo eignete sich seit 1865 das Altposaunenspiel autodidaktisch an. 1870 stieg er auf ein Flügelhorn um. 1871 gehörte er zu den Initiatoren der Gründung des Gymnasial-Posaunenchores am Evangelisch-Stiftischen-Gymnasium Gütersloh.

### Studium und Berufstätigkeit
Nachdem er 1875 am Evangelisch Stiftischen Gymnasium in Gütersloh sein Abitur abgelegt hatte, absolvierte er eine einjährige Militärzeit in Halle und studierte ab 1876 zusammen mit seinem Bruder Karl Evangelische Theologie zuerst in Halle und dann in Leipzig. 1877 wechselte er nach Erlangen und machte 1879 sein Examen in Münster. Während seines Studiums war er in Erlangen und Leipzig Mitglied der Wingolfsverbindungen.
Anschließend war er „Oberhelfer“ im Rauhen Haus in Hamburg. Mit 26 Jahren wurde er 1882 in Hüllhorst bei Lübbecke ordiniert; nach einem Jahr als Hilfspfarrer wurde er auf die dortige Pfarrstelle berufen. Dort war er vom 15. November 1882 bis 1893 tätig. Sein wichtigstes Anliegen war die Erneuerung der Kirchengemeinde Hüllhorst im Geist der Erweckung. Er förderte die Randgruppe der Erweckten, rief einen „Jungfrauen-Verein“ ins Leben, leitete den Hüllhorster Posaunenchor und förderte nebenbei den Ausbau der Posaunenchorbewegung, deren „Gau-Präses“ er 1891 als Nachfolger seines Vaters wurde. 1893 übernahm Kuhlo auf Wunsch von Friedrich von Bodelschwingh, ebenfalls Wingolfit aus Halle, das Pfarramt in den von Bodelschwinghschen Anstalten in Bethel und wurde Vorsteher der Diakonenanstalt Nazareth. Die dort ausgebildeten Diakone ließ er Blasinstrumente spielen und erreichte so eine flächendeckende Verbreitung der Posaunenmusik in den Gemeinden. Ende 1922 gab er auf Drängen von Friedrich von Bodelschwingh dem Jüngeren, der inzwischen Leiter der von Bodelschwinghschen Anstalten war, das Vorsteheramt auf, um sich ganz der musikalischen Arbeit zu widmen.
1927 verlieh ihm die Theologische Fakultät Erlangen die Ehrendoktorwürde.

### Familie
Kuhlo heiratete 1885 Anna Siebold (1862–1908), eine Tochter des Pfarrers Carl Siebold aus Schildesche (heute zu Bielefeld). Gemeinsam hatten sie fünf Söhne und fünf Töchter. Die Tochter Charlotte (* 1900) war ab 1923 mit dem Journalisten und späteren Verleger Focko Lüpsen verheiratet. Nach dem Tod der ersten Frau heiratete er 1914 ihre Schwester Else (1857–1933).

### Einsatz für die Musik
Kuhlo war zeit seines Lebens musikalisch engagiert. Zusammen mit dem Bielefelder Instrumentenbauer Ernst David konstruierte er das nach ihm benannte Kuhlohorn. Bereits als 25-Jähriger war er nach vielen Bläsertreffen und -schulungen so bekannt und erfolgreich, dass er den Beinamen „Posaunengeneral“ erhielt. Er selbst bezeichnete sich als „Mitarbeiter am Psalm 150“ („Lobet den Herrn mit Posaunen!“ – Ps 150,3 ).
Als Nachfolger seines Vaters übernahm Kuhlo 1891 das Amt des Gaupräses der Minden-Ravensberger Jünglings-, Jungfrauen- und Posaunenvereine. Damit nahm die Posaunenchorarbeit in Ostwestfalen einen noch größeren Aufschwung. Ab 1896 mobilisierte er mehrfach für Kaiserhuldigungen in Westfalen tausende von Sängern und Bläsern, die unter seiner Leitung spielten. Zwischen 1920 und 1931 unternahm er mit dem von ihm geleiteten „Kuhlo-Horn-Sextett“ ausgedehnte Konzertreisen im In- und Ausland. Ab 1926 amtierte er als Reichsposaunenwart des damaligen „Reichsverbandes der Evangelischen Jungmännerbünde Deutschlands“. 1933 fungierte er kurzzeitig als „Reichsposaunenführer“. Nach der Ausgliederung der Posaunenchöre aus den Jungmännerbünden und der Neustrukturierung im „Verband evangelischer Posaunenchöre Deutschlands“ innerhalb der Reichsmusikkammer wurde er 1934 dessen Ehrenpräsident.
Auf Kuhlo geht die „Klavierschreibweise“ für Trompeten und Hörner zurück, bei der die Noten klingend, also in der wirklich erklingenden Tonhöhe, geschrieben werden („C-Notation“ genannt). Diese hatte er eingeführt, damit das Zusammenspiel von Gemeinde, Orgel, Chor und Posaunenchor problemlos möglich ist. Die gleichzeitige Abgrenzung zum weltlichen Bereich, besonders der Militärmusik (s. Transponierendes Musikinstrument), war dabei durchaus mit beabsichtigt. Kuhlo wollte verhindern, dass die Mitglieder der Posaunenchöre bei transponierend spielenden Blaskapellen anheuerten, die er wegen ihres Bierkonsums und ihres Repertoires als verwerflich ansah.
Kuhlo war Herausgeber mehrerer Notenbücher für die Posaunenchöre und des Buches Posaunenfragen, das die Arbeit der Posaunenchöre grundsätzlich behandelte. Kuhlos Klangideal beruhte auf der Auffassung, dass die Posaunenchöre möglichst genau einen Vokalchor imitieren sollten. Deshalb bevorzugte er Hörner aller Art und verschmähte insbesondere Trompeten. Nach Kuhlos Tod wurde diese Auffassung gründlich revidiert, zum Teil sogar ins Gegenteil verkehrt.

### Haltung zur Politik, Einsatz für Hitler
Seit seiner Vikariatszeit bei Pfarrer Julius Möller (1840–1928) in Alswede (1882) galt Kuhlo als Wahlunterstützer und Anhänger des kaiserlichen Hofpredigers Adolf Stoecker, der später durch offenen Judenhass die Arbeiterschaft für konservative Kreise gewinnen wollte. So äußerte sich auch Kuhlo antisemitisch und versuchte, diese Haltung durch Bibelzitate zu begründen. Den Ersten Weltkrieg sah er als einen Kampf, der dem protestantischen Deutschland durch irrgläubige Feinde aufgezwungen sei. Wie die Mehrheit der kirchentreuen deutschen Protestanten lehnte er die Weimarer Republik ab.
Anfang 1932 gab Kuhlo auf Anfrage eines ihm bisher unbekannten „Bibelchristen“ anlässlich der bevorstehenden Reichspräsidentenwahl eine Wahlempfehlung für Adolf Hitler und gegen Paul von Hindenburg ab. Nachdem dieses Schreiben von der NSDAP propagandistisch verbreitet worden war, gingen Dutzende von Beschwerdebriefen bei Kuhlo und dem Anstaltsleiter Bodelschwingh ein. Kuhlo versuchte, in einem gedruckten Flugblatt zu beschwichtigen und den Brief als einen „zwischen Tür und Angel diktierten Privatbrief“ hinzustellen; er hielt aber daran fest, dass Hitler „von Gott mit großen Gaben ausgerüstet sei und laut seinem Buch Mein Kampf redlich das Wohl Deutschlands wolle“. Zum 1. Mai 1933 trat Kuhlo der NSDAP bei (Mitgliedsnummer 2.478.153). Für das Horst-Wessel-Lied schuf er eine Fassung für Posaunenchöre. Im Juli 1933 besuchte er Hitler auf dem Obersalzberg und veröffentlichte später eine Richtigstellung der Legenden über meine Begegnung mit Adolf Hitler mit einer äußerst positiven Bewertung des „Führers“.

## Rezeption

### Kuhlo alias Kruhlow als literarische Figur
Der österreichische Autor Heimito von Doderer porträtiert Kuhlo in seinem 1963 erschienenen Roman Die Wasserfälle von Slunj als „lutherischen Pastor, dem man daheim den Spitznamen eines ‚Posaunengenerals‘ angehängt hatte, denn Pastor (oder wie man in seiner Heimat sagte ‚Paster‘) Kruhlow war das Haupt einer über ganz Deutschland verzweigten Vereinigung der Posaunenbläser.“ (S. 313) „Kruhlow“ und seine Gattin sind im Roman Teil einer „Vergnügungs-Reisegesellschaft von neun aktiven Posaunen, also neun Herren, zum Teil mit ihren Damen“ (ebd.), die eine Schiffsreise durch das Mittelmeer unternimmt.
Einen Bericht über den 1. Reichsposaunentag vom 10.–12. Oktober 1936 in Bielefeld hat Doderer in seinem Tagebuch eingearbeitet. Posaunen spielen auch in den Posaunen von Jericho, einem kleinen Werk (Divertimento No VII) von Doderer, eine maßgebliche Rolle; sie sind auch vor diesem Hintergrund Gegenstand der Fachliteratur über Doderers Werke.

## Nachlass
Der persönliche Nachlass von Johannes Kuhlo befindet sich seit 1985 im Landeskirchlichen Archiv Bielefeld (Bestand 3,16); die Archivbestände aus der Tätigkeit in Bethel werden im Hauptarchiv Bethel verwahrt.

## Schriften (Auswahl)

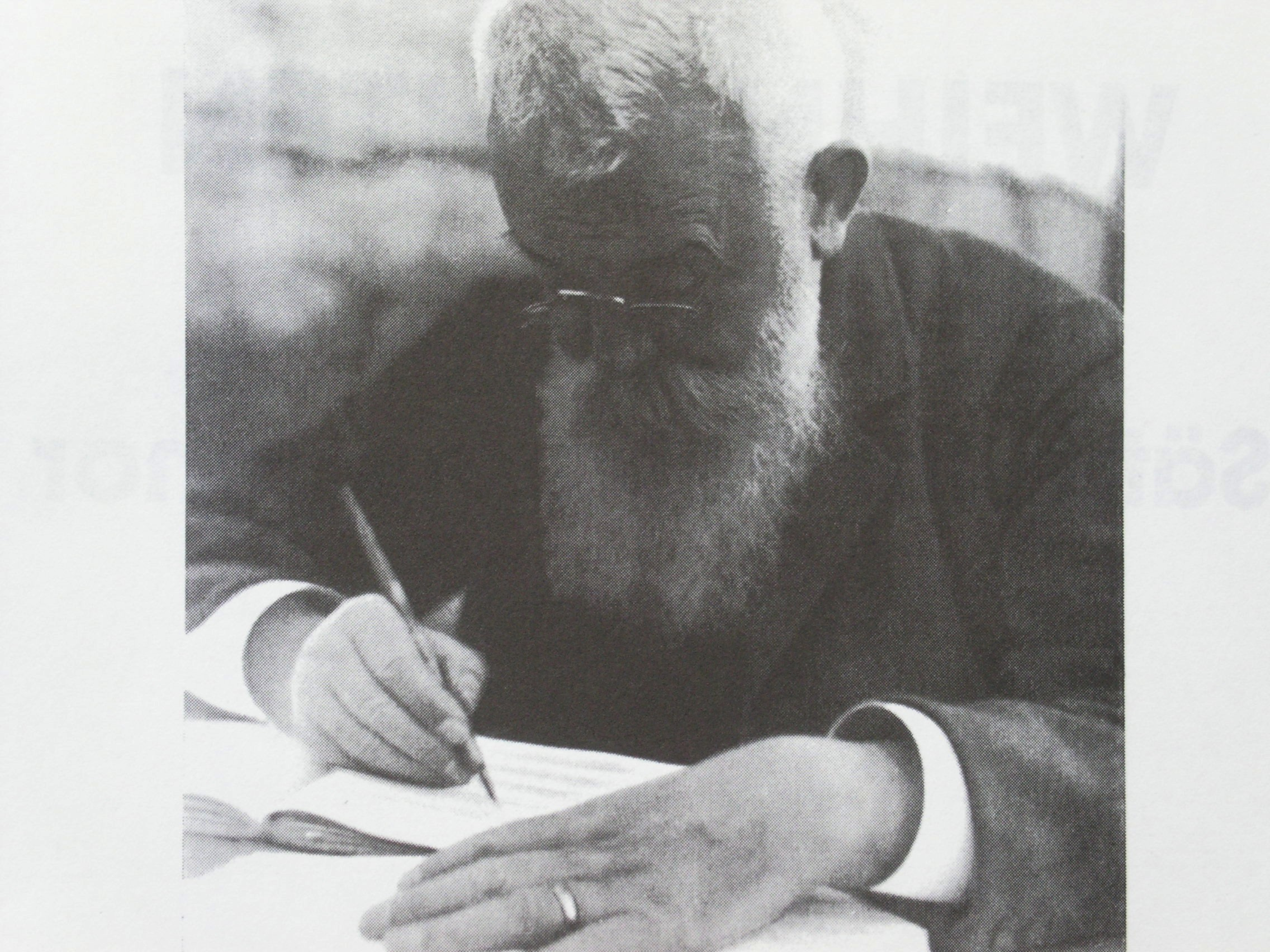

- Posaunenfragen beantwortet von P. Johannes Kuhlo-Bethel. 3. Auflage. Gütersloh 1909 (4. Auflage 1933, Reprint hrsg. von Horst Dietrich Schlemm, Wahlsburg 1990).
- Unsere Posaunenchöre in Minden-Ravensberg. In: Eduard Schoneweg: Minden-Ravensberg. Ein Heimatbuch. 2. Auflage. Bielefeld 1929, S. 345–348.
- Pastor Eduard Kuhlo. Der Vater der Jünglingsvereine und Posaunenchöre in Minden-Ravensberg. In: W. Heienbrok sen.: Zeugen und Zeugnisse aus Minden-Ravensberg. Zweiter Band, Bethel b. Bielefeld 1931, S. 115–125 (Mitverfasser: Heinrich Budde).

## Notenliteratur
Jubilate und weitere Choralbücher